# Lipec (Kolíni járás)
Lipec település Csehországban, a Kolíni járásban. Lipec Uhlířská Lhota, Radovesnice II, Ohaře, Krakovany és Němčice településekkel határos. Lakosainak száma 182 fő (2024. január 1.).

## Népesség
A település lakosságának változását az alábbi diagram mutatja:
| Lakosok száma | 244  | 237  | 292  | 250  | 218  | 199  | 181  | 187  | 186  | 182  |
|               | 1869 | 1890 | 1921 | 1950 | 1980 | 2001 | 2017 | 2019 | 2022 | 2024 |